# Kilianskirche (Talheim)

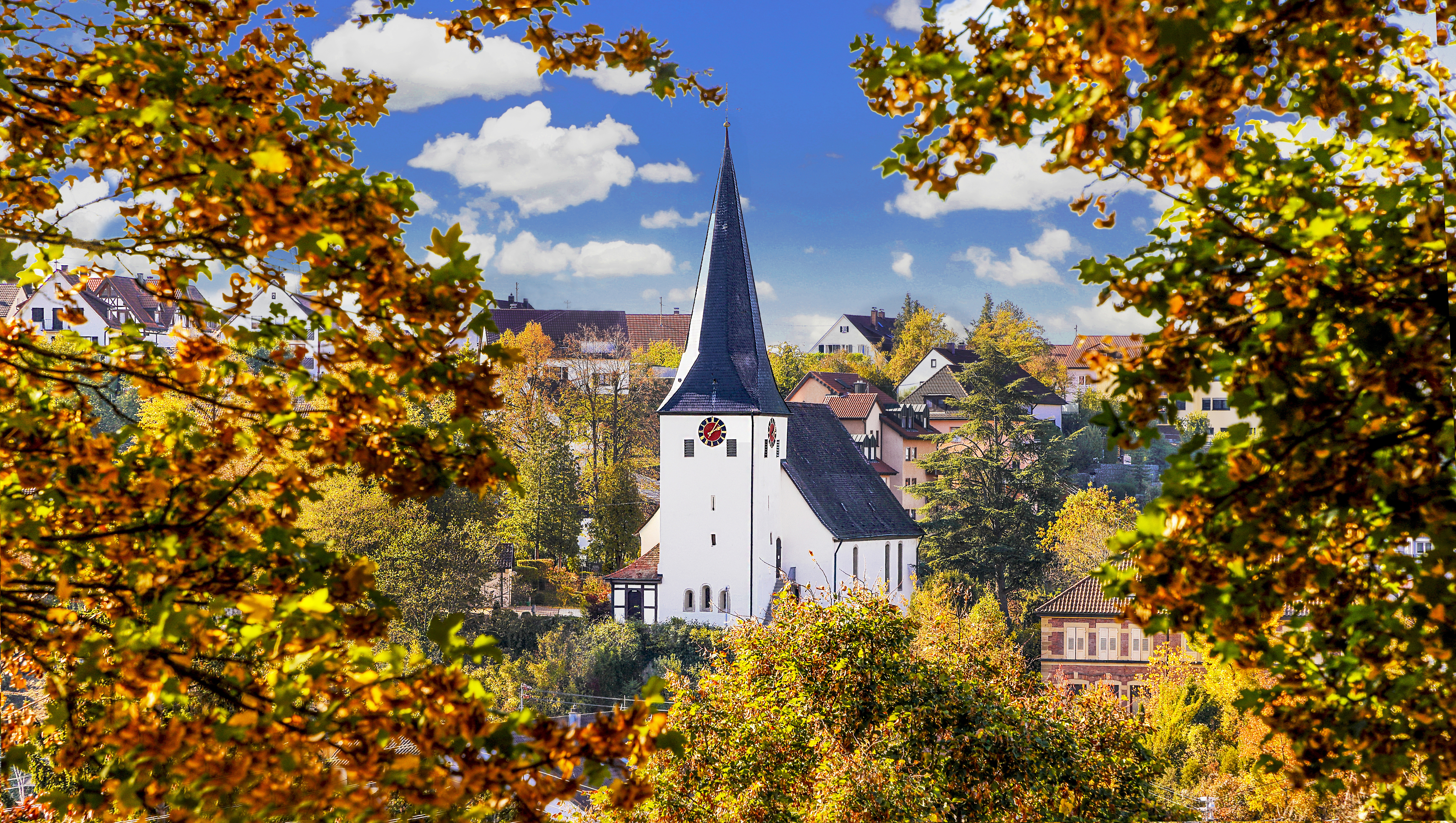
Kilianskirche in Talheim, rechts das ehemalige ev. Schulhaus

Die Kilianskirche  in Talheim im Landkreis Heilbronn im nördlichen Baden-Württemberg ist eine evangelische Pfarrkirche. Die Kirche ist die ursprüngliche Kirche des Ortes. Die ältesten Bauteile im Turm wurden um 1200 erbaut. Nach mehreren Umbauten erreichte das Bauwerk um 1450 seine heutige Größe und wurde auch danach noch vielfach umgestaltet. Die Kirche enthält historische Wandmalereien sowie zahlreiche Grabplatten der Herren von Talheim.

## Geschichte

Evang. Kirche St. Kilian

Die Ursprünge der Kilianskirche sind weitgehend unbekannt. Anhand architektonischer Charakteristika und Untersuchungen des verbauten Holzes datiert man den Unterbau des Kirchturms auf um 1200. Vermutlich bestand zu dieser Zeit eine kleine Kapelle mit gemauertem einstöckigem Turm, die im späten 12. Jahrhundert zu einer romanischen Chorturmkirche erweitert wurde und ihren heutigen Grundriss erhielt. Über weitere Umbaustadien im 13. und im 15. Jahrhundert, bei denen erst der Turm, dann das Kirchenschiff erhöht wurden, erreichte die Kirche im Wesentlichen ihre heutige Gestalt.
Vor der Reformation gehörte die Kirche zum Landkapitel Weinsberg des Bistums Würzburg. Der Kirchensatz gehörte den Herren von Talheim und war ein Lehen der Bischöfe von Würzburg. Die Gebeine des Kirchenpatrons Kilian werden in Würzburg aufbewahrt.
Eine Kaplanei wurde erstmals im Jahre 1314, eine Marienkaplanei später im Jahre 1434 genannt. 1453 wird erstmals ein Altar, 1488 ein Frühmessaltar für Maria, 1498 nochmals der gleiche Altar und 1508 ein Frauenaltar erwähnt. Der Altar stand wohl ursprünglich unter dem Ziborium in der nordöstlichen Ecke des Langhauses. Als Pfründen werden Nikolaus- und 1434 Marienpfründen erwähnt.
Wann die Reformation durchgeführt wurde, ist nicht mehr bekannt. 1553 war jedenfalls der evangelische Pfarrer Mosellanus in Talheim. Mit der Kollatur waren die Herren von Talheim belehnt: 1551 Burkhard von Talheim, 1574 Hans Ulrich von Talheim. Burkhard von Talheim erbaute neben der Kirche das Pfarrhaus an der Schozach und das Diakonatshaus zwischen Pfarrhaus und Kirche.
Nachdem der katholische Deutsche Orden im frühen 17. Jahrhundert vier Sechstel der Ganerbenanteile an Talheim erworben hatte, wurden während des Dreißigjährigen Krieges im Jahre 1628 die beiden Pfarrer der evangelischen Kirche, Bartholomäus Sartor und M. Wendelin Benator, vertrieben und die evangelische Kirche vom Orden beschlagnahmt. Am 9. Juli 1628 setzte der Orden einen katholischen Pfarrer namens Schopf ein. Die dem Orden zugehörigen Einwohner wurden gezwungen, die katholische Messe zu besuchen oder auszuwandern. Die evangelischen Ganerben protestierten, und es kam zu zahlreichen religiösen Auseinandersetzungen. Nachdem protestantische schwedische Truppen im Frühjahr 1632 in Heilbronn eingezogen waren und die Kommende Heilbronn des Deutschordens am 28. Februar 1632 an die protestantische Stadt geschenkt hatten, kam damit auch der Talheimer Ganerbenbesitz des Ordens in den Besitz der Stadt Heilbronn. Die Pfarrstellen wurden daraufhin wieder mit evangelischen Geistlichen besetzt. Nach der Schlacht bei Nördlingen erhielt der Deutschorden seinen Heilbronner Kommendebesitz zurück und setzte 1634 abermals einen katholischen Pfarrer in Talheim ein. Nach dem Westfälischen Frieden erwirkten die evangelischen Ganerben die Wiederherstellung der ursprünglichen Verhältnisse, wodurch die Kirche im Oktober 1649 wieder evangelisch wurde, was sie seitdem blieb.
Bei der Restaurierung des Gebäudes im Jahr 1716 wurden sieben große Fenster in das Kirchenschiff gebrochen. Das Innere wurde danach noch mehrmals verändert. Bedeutende Renovierungen der jüngeren Vergangenheit fanden um 1906 sowie 1956 statt. Bei der Renovierung 1956 wurden unter anderem die historischen Wandmalereien wieder freigelegt.

## Beschreibung

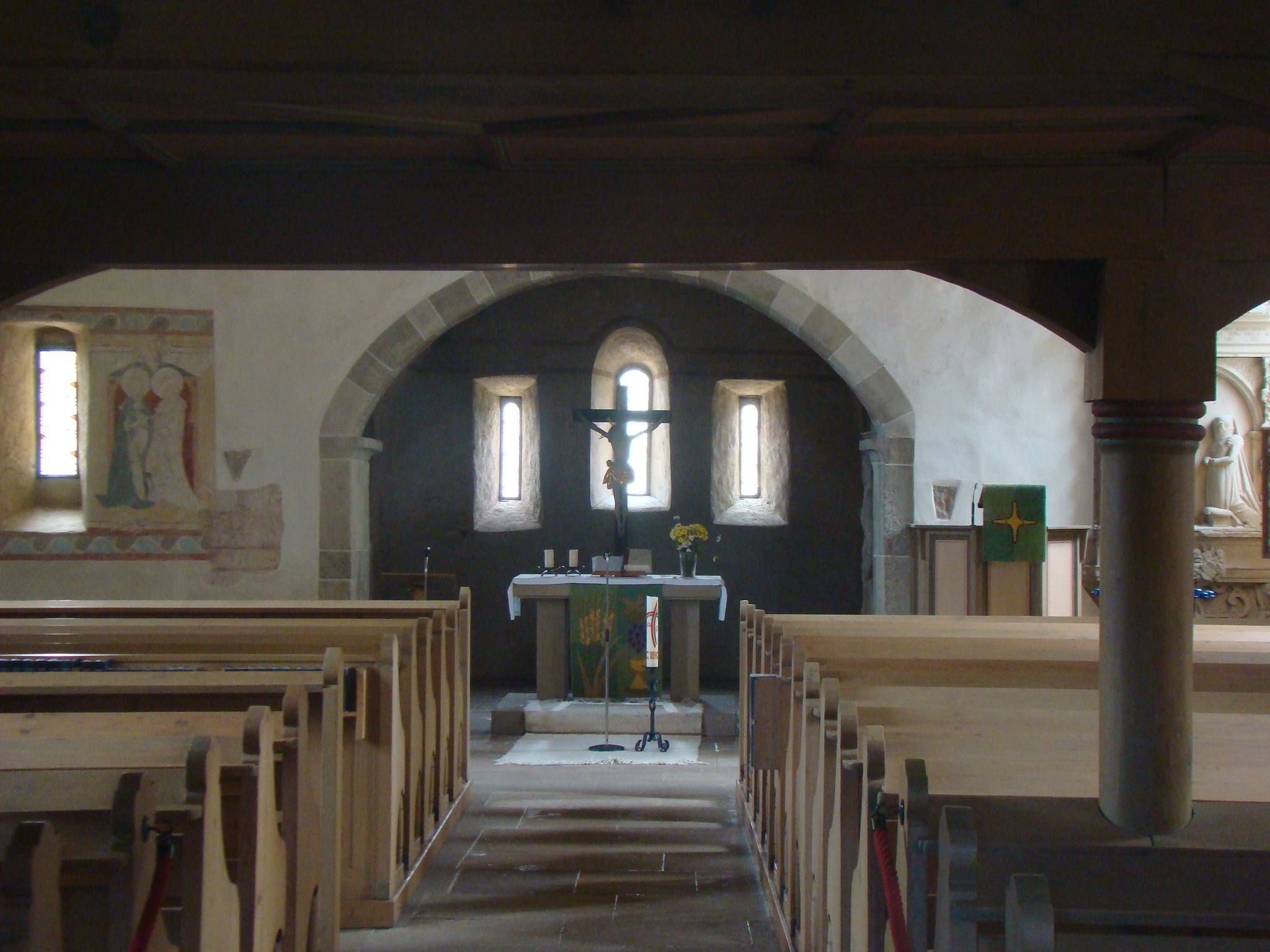
Blick zum Chor

Die Kirche enthält bedeutende Seccomalereien aus der Zeit der Romanik und Gotik. Der Ostturm enthält ein Tonnengewölbe im Chor mit drei romanischen Fenstern und einen Chorbogen aus der Zeit der Romanik und Fenster desselben Stils an der Süd- und Nordwand.
Reste eines Baldachins und ein Taufstein in der Form eines Kessels mit einem großen Sockel sollen auch aus der Zeit der Romanik stammen.
In der Kirche sind insgesamt 13 historische Grabplatten der Herren von Talheim erhalten. Die ältesten Steine stammen aus der Zeit um 1330. Künstlerisch bedeutende Werke der Renaissance sind insbesondere die Grabplatten von  Christoph von Talheim  († 1572) mit Barbara von Weiler von Simon Schlör, sowie die des Hans Ulrich von Talheim († 1605).
Die Madonnenstatue aus dem 14. Jahrhundert, die sich seit 1887 in der katholischen Wallfahrtskirche Unserer Lieben Frau als Teil eines barocken Altars befindet, stand zuvor ebenfalls in der Kilianskirche.
Umgeben ist die Kirche vom evangelischen Friedhof, der bis 2008 für Beerdigungen genutzt wurde. Seitdem dient er als Park.